# Justus Sieber
Justus Sieber född 7 mars 1628 i Einbeck och död 23 januari 1695 i Bad Schandau i Tyskland, där han verkade som präst. Psalmförfattare representerad i den danska Psalmebog for Kirke og Hjem.